# صلاحیت سازمان‌های بین‌المللی
صلاحیت سازمان‌های بین‌المللی عبارت از اختیاری است که به موجب تصویب اساسنامه برای اعضای سازمان داده می‌شود تا در چهارچوب آن به اهداف خود نایل آید.
اگر چه صلاحیت یک سازمان در اساسنامه تعیین می‌شود ولی در عمل در بسیاری موارد رجوع به صلاحیت صریح صورت نمی‌گیرد یا موارد مندرج در اساسنامه برای پیشبرد فعالیت سازمان کافی نمی‌باشد ویا به‌طور صریح پیش‌بینی نه شده‌است پس سؤال در اینجا طوری مطرح می‌شود که آیا صلاحیت اعضای سازمان تنها محدود به موارد مندرج در اساسنامه است یا خارج از آن هم صلاحیت دارد.
در پاسخ به سؤال بالا دو نظریه ارائه شده‌است:
- الف) نظریه «صلاحیت تصریح شده»[۱]

به اساس این نظریه سازمان سازمان‌های بین‌المللی تنها در حدود اختیارات و وظایف که صراحتاً توسط دولت‌های به وجود آورنده جهت پیشبرد فعالیت‌های آن‌ها اعطاء شده، صلاحیت دارد و خارج از آن صلاحیتی ندارند یعنی محدود به صلاحیت مندرج در اساسنامه می‌باشند.
پروفسور روتر و هانس کلسن از طرفداران این نظریه می‌باشند.
- ب) نظریه «صلاحیت ضمنی»[۲]

طرفداران این نظریه معتقدند که سازمان تا آنجا صلاحیت دارد که برای انجام اهداف آن ضروری باشد و محدود به موارد مندرج در اساسنامه نمی‌باشد.
طرفداران این نظریه استدلال بر رأی دیوان بین‌المللی عدالت در سال ۱۹۴۹ راجع به ترمیم خسارات وارده به اعضای سازمان ملل متحد می‌کند یا در موضوع کشورهای آفریقای دیوان به سازمان ملل متحد مشوره می‌دهد. در رأی اول خویش «سازمان ملل متحد بالاترین نمونه و الگوی سازمان‌های بین‌المللی است و اگر از شخصیت حقوقی برخوردار نباشد قادر به تأمین اهداف مؤسسین آن نخواهد بود» در رأی دوم خود سازمان ملل متحد را جایگزین جامعه ملل تلقی می‌نماید.
خانم باستید و پروفسور شرموس از طرفداران این نظریه می‌باشند.
صلاحیت سازمان‌های بین‌المللی را می‌توان از طروق ذیل شناسایی کرد:
1. از طریق بررسی اساسنامه و سایر اسناد سازمان مانند معاهده مقر، اساسنامه و معاهدات چند جانبه
2. از طریق عملکرد سازمان مبادرت به عملی نموده باشد یا اقدام به عملی نموده باشد که در اساسنامه آن قید نه شده باشد ولی دولت‌ها انتقاد نه کرده باشد که در واقع طور ضمنی قبول نموده‌است.
3. از طریق مطالعه اهداف سازمان چون دلیل ایجاد سازمان روی به دست آوردن هدف آن است طوریکه سازمان ملل متحد برای حفظ صلح و امنیت بین‌المللی ایجاد شده‌است؛ لذا هر اقدامی که برای حفظ صلح و امنیت بین‌المللی باشد از صلاحیت سازمان بین‌المللی است.
4. از طریق فعالیت چهارچوب آن مثلاً چهارچوب اقتصادی، فرهنگی، سیاسی، تربیتی و غیره می‌توان صلاحیت آن را از فعالیت آن تشخیص نمود.

امروزه در سازمان بین‌الملل بیشتر از نظریه صلاحیت ضمنی استفاده می‌شود.